# Donacia bicolora
Donacia bicolora é uma espécie de insetos coleópteros polífagos pertencente à família Chrysomelidae.
A autoridade científica da espécie é Zschach, tendo sido descrita no ano de 1788.
Trata-se de uma espécie presente no território português.